# Stefan Schwartze (Jurist)
Stefan Tobias Schwartze (* 30. Mai 1966 in Wuppertal-Elberfeld) ist ein deutscher Jurist. Seit 1. September 2024 ist er Vizepräsident des Karlsruher Institut für Technologie (KIT).

## Leben
Schwartze besuchte das Wilhelm-Dörpfeld-Gymnasium in Wuppertal und leistete von 1985 bis 1986 seinen Grundwehrdienst ab. Von 1986 bis 1987 studierte er zunächst Altphilologie in Heidelberg, von 1987 bis 1993 dann Jura an der Universität Münster, der Universität Mannheim und der Universität Heidelberg. Von 1998 bis 2000 war er zwei Jahre bei der Deutschen Forschungsgemeinschaft in Bonn tätig. 2000 wurde er an der Universität Bochum promoviert. Im gleichen Jahr absolvierte er ein Referendariat beim Bundesministerium für Bildung und Forschung. Im Jahre 2003 wurde er zum Administrativen Vorstand des Max-Delbrück-Centrums für Molekulare Medizin in Berlin-Buch ernannt.
Ab 1. Februar 2008 war Schwartze Kanzler der Universität Münster als Nachfolger von Bettina Böhm. Zum Dezember 2011 wechselte er als Administrativer Vorstand zum Deutschen Geoforschungszentrum (GFZ) nach Potsdam. Ab 2019 war er Vizepräsident der Helmholtz-Gemeinschaft Deutscher Forschungszentren.
Zum 1. September 2024 trat Schwartze sein Amt als Vizepräsident beim KIT an mit der Verantwortung für Finanzen, Personal und Infrastruktur.